# Direction générale de la Sécurité extérieure
La Direction générale de la Sécurité extérieure, comunemente conosciuta anche con la sigla DGSE, è il servizio informazioni all'estero della Francia.
La DGSE dipende dal Ministero della difesa francese, persegue le finalità di tutelare gli interessi francesi all'estero e di contrastare chi attenta a questi interessi ed è diretta dal 26 giugno 2017 da Bernard Émié.
Il suo motto sarebbe Partout où nécessité fait loi (in lingua italiana: "in ogni luogo dove la necessità fa legge"), che esprime l'imperativo della ragion di Stato, oppure secondo altre fonti Ad augusta per angusta (dal latino: "a risultati eccelsi per cammini angusti").

## Organizzazione
Posta sotto l'autorità del ministro della difesa francese, la DGSE è responsabile ai sensi dell'articolo D. 3126-2 del code de la défense "di esplorare e sfruttare le informazioni riguardanti la sicurezza della Francia, e di rilevare e impedire al di fuori del territorio nazionale, le attività di spionaggio dirette contro gli interessi francesi, al fine di prevenire le conseguenze".
Prima del decreto del 2 aprile 1982, che ha proceduto alla sua ristrutturazione, il servizio era chiamato Service de documentation extérieure et de contre-espionnage (SDECE).
La DGSE è un membro della Communauté française de renseignement.
La DGSE è tradizionalmente ben introdotta soprattutto nelle aree di influenza storica francese come l'Africa, il Medio Oriente e il Sud-Est asiatico. Essa ha però collezionato anche smacchi dolorosi: fra tutti nel 1985 l'affondamento della nave ammiraglia di Greenpeace, il Rainbow Warrior, nel porto di Auckland, con una bomba che uccise un fotografo dell'organizzazione, il portoghese Fernando Pereira, all'epoca dei test atomici condotti dalla Francia nell'atollo polinesiano di Mururoa.

### Struttura attuale
- Direction générale
- Direction de l'administration
- Direction du renseignement
- Direction de la stratégie
- Direction technique
- Division des operations 
  - Service Action

## Operazioni
- anni '70- anni '80; agenti si infiltrarono in alcune delle più importanti compagnie americane come: IBM e Texas Instruments[1]
- 1985; affondamento della Rainbow Warrior
- 1994; arresto del terrorista Carlos lo sciacallo in Sudan con l'aiuto dei servizi segreti sudanesi.

## Nella finzione

### Al cinema
- 1985: Le Transfuge
- 1987: Le Moustachu
- 1989: Vanille fraise
- 1989: L'Union sacrée
- 1990: Nikita
- 1991: L'Opération Corned-Beef
- 1998: Godzilla
- 2004: Agents secrets
- 2004: Double Zéro
- 2006: L'Équilibre de la terreur
- 2006: L'Entente cordiale
- 2008: Secret défense

### Alla televisione
- 2008: Résolution 819 (film tv)
- 2009: Plus belle la vie (soap opera)
- 2011: NCIS: Los Angeles (stagione 2, episodio 9 "L'espion qui m'aimait")
- 2012: Braquo
- 2015: Le Bureau - Sotto copertura
- 2018: Lupin III Ritorno alle origini